# Carl Elberling (filolog)
 For alternative betydninger, se Carl Elberling. (Se også artikler, som begynder med Carl Elberling)
Carl Wilhelm Elberling (født 17. september 1800 i København, død 10. november 1870 sammesteds) var en dansk filolog, bror til Frederik Emil Elberling, far til Carl og Emil Elberling. 
Han blev student fra Metropolitanskolen 1819, studerede dernæst filologi, blev kandidat 1825 og magister 1828. 1830 blev han overlærer ved Slagelse lærde skole, 1838 rektor sammesteds, 1851 rektor i Roskilde; 1863 afskedigedes han på grund af øjensvaghed. 
Han ordnede som student efter Abraham Kalls død dennes samlinger til den græske leksikografi; de optogs siden, med bidrag af Elberling, i London-udgaven af Stephanus Thesaurus. Han påbegyndte en ny udgave af Johann Schweighäusers Herodot (1 bind, 1823) og deltog med Madvig og andre i udgivelsen af Garatonis kommentar til Ciceros taler (1. del, 1826). 
Endvidere udgav han Cæsars Gallerkrig (1827), Cornelius Nepos (1829), Terents (1834), Platons Apologi og Kriton (1837); endelig Holbergs Niels Klim (1866); desuden en del afhandlinger i skoleprogrammer og andensteds. Hans autobiografi findes i Slagelse Skoles program 1839.